# Administración electoral de España

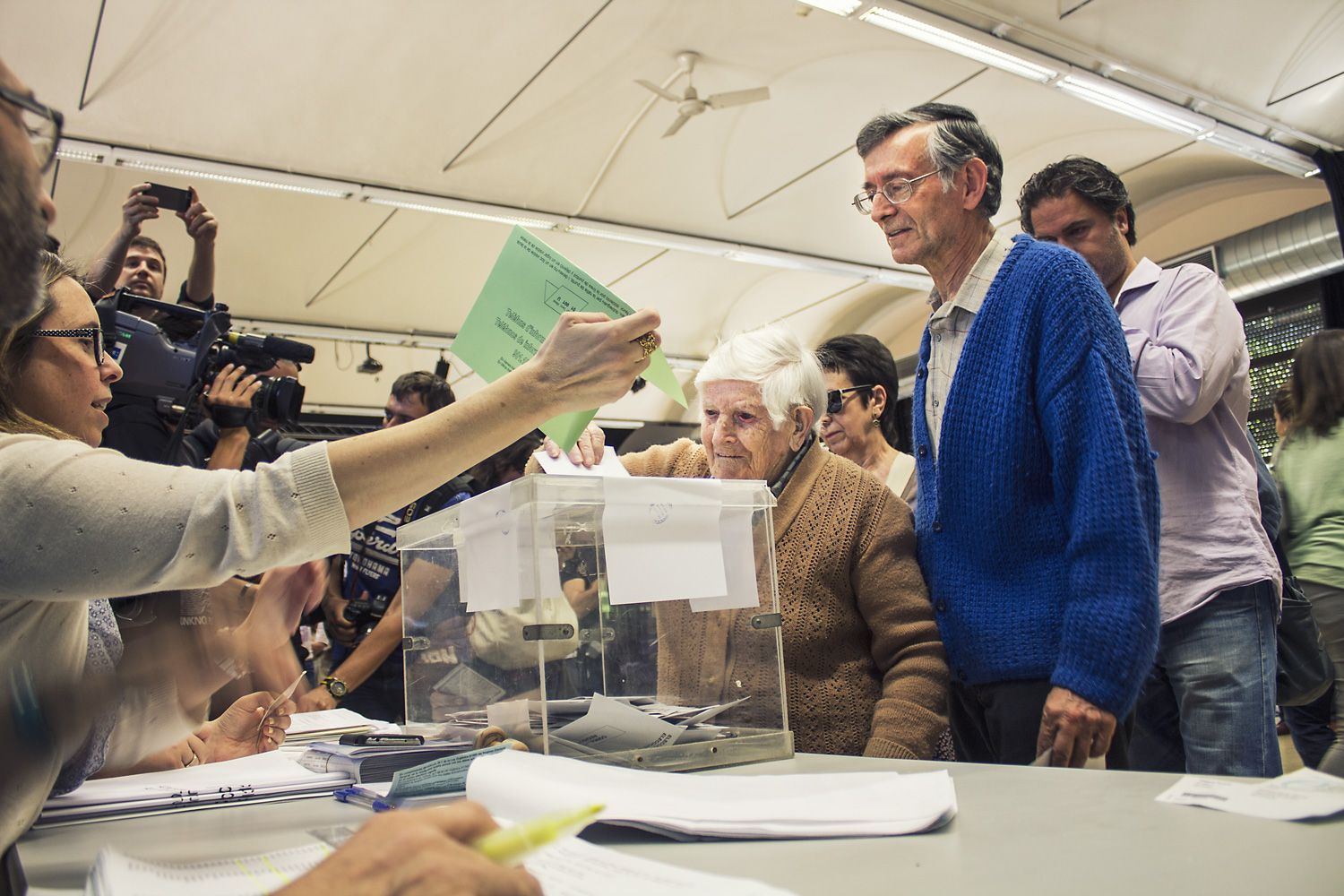
Ciudadanos ejerciendo su derecho a voto en las elecciones municipales de 2015 en Barcelona.

La Administración electoral de España es el conjunto de órganos que velan por el cumplimiento de la Ley Orgánica del Régimen Electoral General (LOREG), así como por el cumplimiento de las leyes electorales de las comunidades autónomas, si estas existieren. En concreto, la LOREG encomienda a la administración electoral garantizar la transparencia y objetividad del proceso electoral, así como del principio de igualdad.
En la actualidad, la administración electoral española se compone de la Junta Electoral Central (JEC), las juntas electorales provinciales, las juntas electorales de zona y las juntas electorales de las comunidades autónomas, si existieran. Asimismo, las mesas electorales también integran la administración electoral.

## Órganos

### Junta Electoral Central
La Junta Electoral Central (JEC), establecida en 1890 como Junta Central del Censo Electoral, es el órgano permanente y superior de la Administración electoral. Su sede está en Madrid y se compone de ocho magistrados del Tribunal Supremo y cinco catedráticos de gran relevancia del mundo del derecho, las ciencias políticas y la sociología. Asimismo, el Secretario General del Congreso de los Diputados actúa como secretario de la JEC. También asiste, con voz pero sin voto, el director de la Oficina del Censo Electoral.

### Junta Electoral de Comunidad Autónoma
El artículo 8.2 de la LOREG prevé la existencia de Juntas Electorales de Comunidad Autónoma (JECA). La existencia de estas depende de si las asambleas legislativas de las comunidades autónomas han aprobado una ley electoral propia, para aquellos procesos electorales de competencia autonómica. Por lo tanto, su existencia no está garantizada.
Su ámbito es el propio de una comunidad autónoma y poseen, al igual que la Junta Electoral Central, carácter permanente. Se componen de magistrados de los Tribunales Superiores de Justicia o catedráticos de reconocida competencia de dichas regiones.
Asimismo, es común que en las comunidades autónomas uniprovinciales, la Junta Electoral Provincial asuma las competencias de la JECA.

### Junta Electoral Provincial
Cada provincia española posee una Junta Electoral Provincial (JEP), con sede en la capital provincial. Se compone de:
- Tres magistrados de la Audiencia Provincial correspondiente, elegidos por sorteo por el Consejo General del Poder Judicial (CGPJ). De entre estos tres se elige al presidente.
- Dos catedráticos residentes en la provincia y de reconocido prestigio en el ámbito del derecho, las ciencias políticas y la sociología, elegidos por la Junta Electoral Central (JEC).

El secretario de la JEP es el secretario de la Audiencia Provincial o el más antiguo si hubiere varios. Tiene voz pero no voto.
Cabe destacar que las Juntas de Zona de las ciudades autónomas de Ceuta y Melilla también actúan como Juntas Electorales Provinciales.

### Junta Electoral de Zona
La Junta Electoral de Zona (JEZ) es el órgano electoral de nivel municipal. Se compone de:
- Tres jueces de primera instancia o instrucción designados por sorteo por la Sala de Gobierno del Tribunal Superior de Justicia (TSJ) respectivo. Si no hubiera suficientes jueces, se incluirán los jueces de paz del mismo partido judicial.
- Dos juristas residentes en la provincia, licenciados en derecho, ciencias políticas o sociología, elegidos por la Junta Electoral Provincial (JEP) correspondiente.

El secretario de la JEZ es el secretario del Juzgado de Primera Instancia o Instrucción correspondiente o el más antiguo si hubiere varios. Tiene voz pero no voto.
Los secretarios de los Ayuntamientos asisten a las JEZ como delegados y actúan bajo su dependencia, si bien no forman parte de éstas.

### Mesa y sección electoral

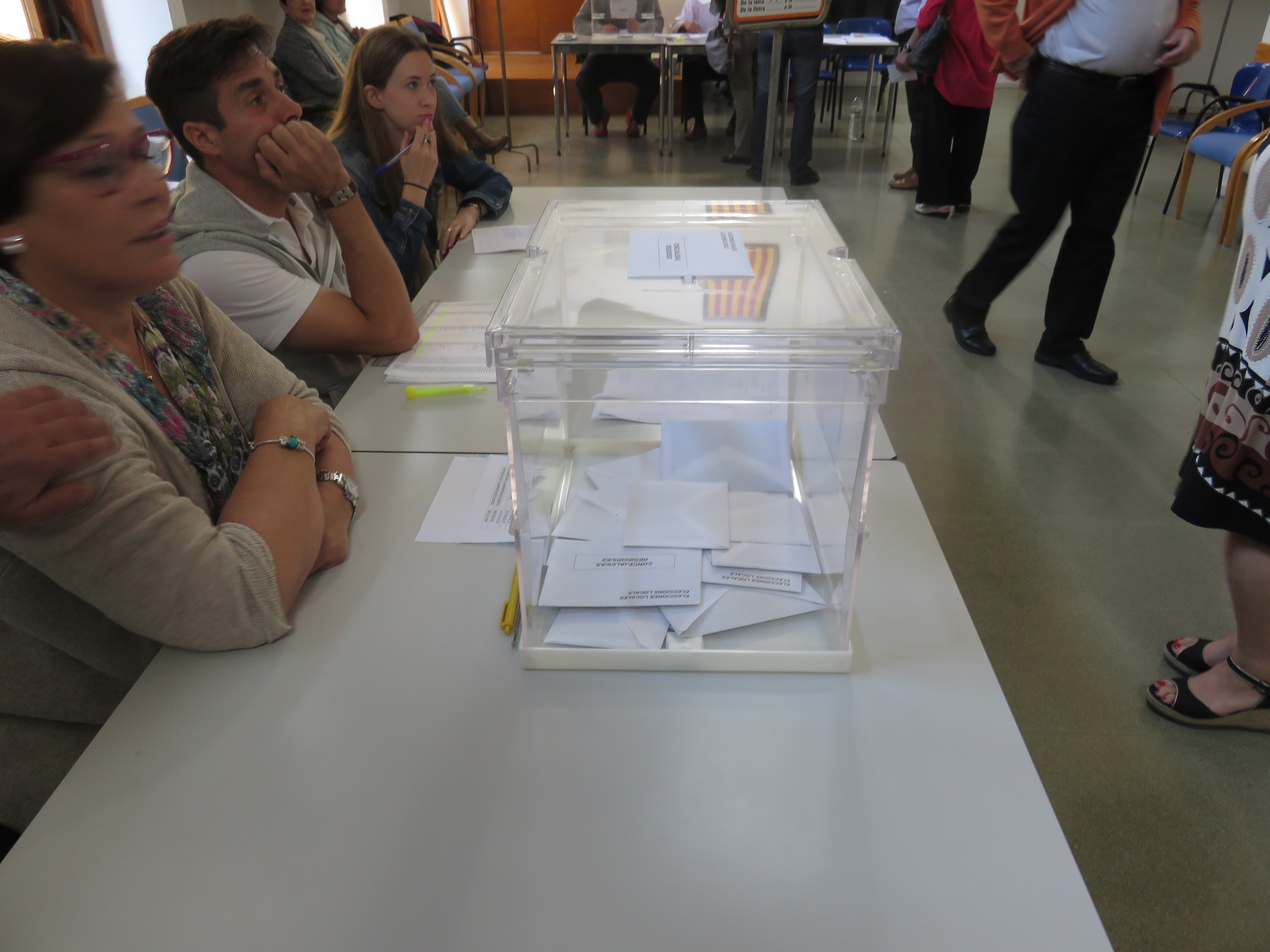
Una mesa electoral en Bagur.

Las circunscripciones se dividen en secciones electorales y cada una de ellas está encabezada por una mesa electoral (aunque pueden crearse más mesas por cada sección). Las secciones electorales no pueden abarcar más de un municipio y cada una incluye entre quinientos y dos mil electores.
Las mesas electorales son órganos de la Administración electoral formada por ciudadanos elegidos por sorteo. Tienen un presidente y dos vocales. Su formación es responsabilidad de los ayuntamientos, bajo la supervisión de las JEZ.

## Funcionamiento

### Miembros de las juntas
Los miembros de las Juntas, una vez elegidos, son inamovibles. Pierden su condición en dos situaciones:
- Renuncia.
- Suspensión. Únicamente puede ser suspendidos por delitos o faltas electorales mediante un expediente aprobado por mayoría absoluta de la Junta inmediatamente superior. La Junta Electoral Central es la única junta competente para acordar la suspensión de sus propios miembros.

#### Sustitución
Si se diere alguna de las anteriores causas, la vacancia se supliría como sigue:
- Si se tratare de alguno de los miembros de las Juntas, se reemplazan por los procedimientos ordinarios previstos.
- En el caso de los secretarios, se reemplazan por antigüedad salvo al Letrado-Secretario general del Congreso, que es sustituido por el Letrado Mayor del Senado y, en su caso, por el Letrado de las Cortes Generales de mayor antigüedad.

### Consultas
Si los ciudadanos tuvieren cualquier tipo de consulta, ésta deben dirigirla a la Junta Electoral de Zona que corresponda.
Únicamente si se tratase de cuestiones de carácter general que puedan afectar a más de una Junta Electoral Provincial, los partidos políticos, asociaciones, coaliciones o federaciones y agrupaciones de electores podrán dirigir sus consultas a la Junta Electoral Central. Si no fuere el caso, las consultas deben ir a la JEZ o JEP que corresponda por competencia.
Excepcionalmente, por motivos de urgencia, bajo su responsabilidad y siempre que exista una jurisprudencia previa de la Junta, los presidentes pondrán responder consultas de forma provisional.

#### Recursos
Los acuerdos de las Juntas Provinciales de Zona y, en su caso, de Comunidad Autónoma, son recurribles ante la Junta de superior categoría, que debe resolver durante los períodos electorales en el plazo de cinco días y, fuera de ellos, en el de diez días, en ambos casos a contar desde la interposición del recurso. El recurso debe interponerse dentro de las veinticuatro horas siguientes a la notificación de éste ante la Junta que lo hubiera dictado, la cual, con su informe, ha de remitir el expediente en el plazo de cuarenta y ocho horas a la Junta que deba resolver. Contra la resolución de esta última no cabe recurso administrativo o judicial alguno.
Igualmente, la Ley Orgánica de Régimen Electoral General ha previsto dos modalidades de recurso de amparo contra actos y decisiones de la Administración electoral:
- recurso de amparo contra los Acuerdos de las Juntas Electorales sobre proclamación de candidatos y candidaturas (art. 49.3);
- recurso de amparo contra los Acuerdos de las Juntas Electorales sobre proclamación de electos y elección y proclamación de Presidentes de las Corporaciones Locales (Art. 114.2).

## Oficina del Censo Electoral

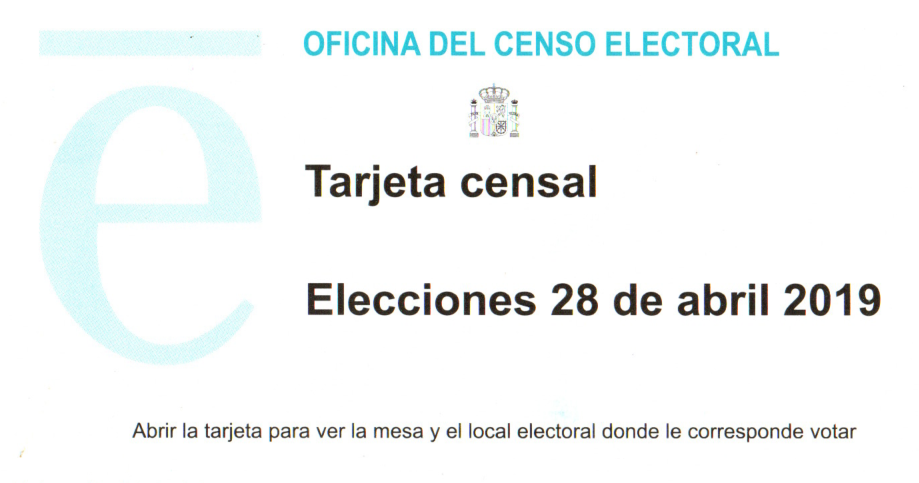
Ejemplo de tarjeta censal en España. En ella se incluyen datos electorales del ciudadano como son el distrito, la sección, la mesa y el lugar de votación.

La Oficina del Censo Electoral (OCE), integrada en el Instituto Nacional de Estadística (INE), es el órgano encargado de la formación del censo electoral y ejerce sus competencias bajo la dirección y la supervisión de la Junta Electoral Central. Además de su estructura central, posee delegaciones en las provincias españolas y tiene como colaboradores a los Ayuntamientos y Consulados.
En concreto, la OCE es responsable de:
- Coordinar y supervisar el proceso de elaboración del censo electoral.
- Controlar y revisar de oficio las altas y las bajas tramitadas por los órganos competentes y elaborar un fichero nacional de electores, comunicando a la Junta Electoral Central los resultados de los informes, inspecciones y, en su caso, expedientes que pudiera haber incoado referidos a modificaciones en el censo de las circunscripciones que hayan determinado una alteración del número de residentes significativa y no justificada.
- Eliminar las inscripciones múltiples de un mismo elector que no hayan sido detectadas por los Ayuntamientos y Consulados.
- Elaborar las listas electorales provisionales y las definitivas.
- Resolver las reclamaciones contra las actuaciones de los órganos que participan en las operaciones censales y en particular las que se plantean por la inclusión o exclusión indebida de una persona en las listas electorales.